# Col·liri

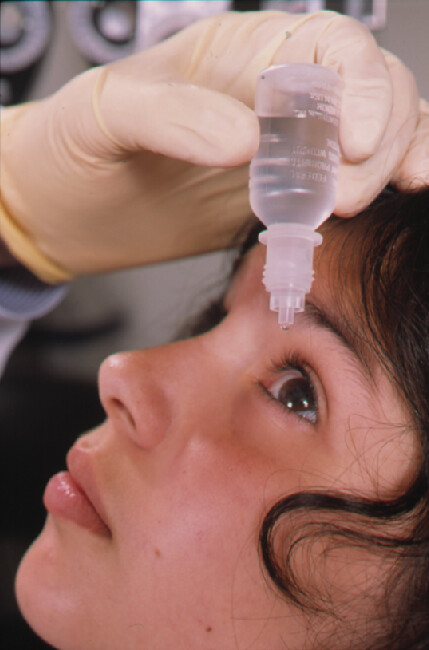
Aplicació de gotes per als ulls

Un col·liri és una forma farmacèutica de subministre de gotes per als ulls, que són gotes líquides que s'apliquen directament a la superfície de l'ull, generalment en petites quantitats com una sola gota o unes quantes gotes. Les gotes per als ulls solen contenir solució salina per coincidir amb la salinitat de l'ull. Les gotes que contenen només solució salina i, de vegades, un lubricant s'utilitzen sovint com a llàgrimes artificials per tractar ulls secs o per una simple irritació ocular, com ara picor o enrogiment. Les gotes per als ulls també poden contenir un o més medicaments per tractar una gran varietat de malalties oculars. Depenent de l'afecció que es tracti, poden contenir glucocorticoides, antihistamínics, simpatomimètics, blocadors del receptor beta, parasimpaticomimètics, parasimpaticolítics, prostaglandines, antiinflamatoris no esteroidals (AINE), antibiòtics, antifúngics o anestèsics tòpics.
Les gotes per als ulls tenen menys risc d'efectes secundaris que els medicaments orals, i aquest risc es pot minimitzar tapant el punt lacrimal (és a dir, pressionant el cant intern de l'ull) durant un temps després d'instil·lar les gotes.
Abans del desenvolupament d'aplicadors de plàstic estèrils precarregats d'un sol ús, es van administrar gotes per als ulls amb un goter per als ulls, una pipeta de vidre amb un xumet de goma.